# New Galilee
New Galilee es un borough ubicado en el condado de Beaver en el estado estadounidense de Pensilvania. En el año 2000 tenía una población de 424 habitantes y una densidad poblacional de 587.8 personas por km².

## Geografía
New Galilee se encuentra ubicado en las coordenadas 40°50′00″N 80°23′58″O / 40.83333, -80.39944.

## Demografía
Según la Oficina del Censo en 2000 los ingresos medios por hogar en la localidad eran de $30,625 y los ingresos medios por familia eran $33,750. Los hombres tenían unos ingresos medios de $28,125 frente a los $25,625 para las mujeres. La renta per cápita para la localidad era de $13,649. Alrededor del 12.6% de la población estaba por debajo del umbral de pobreza.